# Folktoppen
Folktoppen var ett svenskt TV-underhållningsprogram som visades i SVT under perioden 10 september 2005 till 7 oktober 2006. Programmet sändes varje vecka under hösten och presenterade en 10-topplista i en viss kategori som svenska folket röstat fram under föregående vår.

## Säsong 1 2005
Det var Shirley Clamp, Jovan Radomir och David Bexelius som var programledare. Det förekom underhållning på deras scen plus att programledaren Shirley själv inledde varje program med att sjunga låten Higher And Higher.
I det sista programmet 2005 var det direktsänt då svenska folket fick telefonrösta fram vinnaren i kategorin Sveriges Största Stjärna.

### Listettorna 2005
- Roligaste svenska TV-figur: Brandchefen Greger (spelad av Robert Gustafsson).
- Bästa svenska popklassiker: Sommartider med Gyllene Tider.
- Tidernas svenska programledare: Stina Lundberg.
- Roligaste filmen: Sällskapsresan, av och med Lasse Åberg från 1980.
- Knäppaste svenska kultlåt: Köttbullelåten med Ronny Rooster & hans vänner.
- Mest minnesvärda TV-ögonblick: Ingemar Stenmarks alla åk. De vann bland annat eftersom de fick en så stor andel av svenska folket att titta på TV.
- Fånigaste flugan: Bröstförstoring.
- Sveriges största stjärna: Ingemar Stenmark.

## Säsong 2 2006
Hans Rosenfeldt var programledare (med Shirley Clamp som bisittare) och det förekom mer humor än tidigare. En ny "expert" besökte programmet varje vecka som en av kvällens gäster. I sista programmet bestod expertpanelen av nästan alla de som hamnade på topp-10 listan.

### Listettorna 2006
- Tidernas svenska humorprogram: Parlamentet.
- Bästa kvinnliga artist: Carola Häggkvist.
- Underligaste TV-underhållning: Tutti frutti.
  - 2:a - Kär och galen
  - 3:a - Solstollarna
  - 4:a - Förlåt mig
  - 5:a - Nattsudd
  - 6:a - Fräcka fredag
  - 7:a - Gymping
  - 8:a - Vem tar vem?
  - 9:a - Rena natta
  - 10:a - Oss skojare emellan
- Världens roligaste man: Robert Gustafsson.
- Bästa manliga artist: Björn Skifs.
- Bästa svenska barnprogram: Fem myror är fler än fyra elefanter.
  - 2:a - Björnes Magasin
  - 2:a - Hjärnkontoret
  - 4:a - Disneyklubben
  - 5:a - Trazan & Banarne
  - 6:a - Beppes godnattstund
  - 7:a - Från A till Ö
  - 8:a - REA
  - 9:a - Grynets show
  - 10:a - Allram Eest
- Sveriges roligaste kvinna: Babben Larsson.
- Mest minnesvärda dokusåpadeltagare: Robert "Robinson-Robban" Andersson.
  - 2:a - "Naken-Janne" Jansson
  - 3:a - Martin Melin
  - 4:a - Emma Andersson
  - 5:a - Börje Ahlstedt
  - 6:a - Qristina Ribohn
  - 7:a - Linda Rosing
  - 8:a - Zübeyde Simsek
  - 9:a - Olinda Borggren
  - 10:a - Tore Kullgren

### Fotnoter
1. ↑  ”Folktoppen”. Svensk mediedatabas. http://smdb.kb.se/catalog/search?q=Folktoppen+typ%3Atv&x=0&y=0. Läst 1 april 2011.